# 애프터: 에버 해피
《애프터: 에버 해피》(영어: After Ever Happy)는 2022년에 개봉한 미국의 로맨스, 드라마 영화이다.
 캐스틸 랜던이 감독을 샤론 소보일이 각본을 맡았다.
 미국은 2022년 9월 7일에 대한민국은 2022년 9월 21일에 개봉되었다.

## 줄거리
테사와 함께 엄마의 결혼식에 참석하기 위해 런던으로 간 하딘은

충격적인 광경과 충격적인 자신의 과거를 알게 되고 방황하며

자신은 불행이 끊이지 않기에 자신과 함께하면 불행해질거라며

테사를 밀어내고 테사는 어떻게든 하딘을 다시금 일으키려고 하지만

결국 상처만 받고 미국으로 가게 되지만 죽은 아버지를 발견하고

큰 충격에 빠지게 되지만 랜든을 통해 이를 알게된 하딘은 미국으로 향하고

자신을 외면하는 테사에게 다가가 아버지의 장례를 치르게 되지만

장례 후 테사는 하딘에게 시간이 필요하다며 떨어져 지내자며 뉴욕으로 향하는데...

## 출연진

### 주연
- 조세핀 랭포드 - 테사 역
- 히어로 파인즈 티핀 - 하딘 역

### 조연
- 루이스 롬바드 - 트리시 대니얼스 역
- 키아나 마데이라 - 노라 역
- 카터 젠킨스 - 로버트 역
- 롭 이스츠 - 켄 스콧 역
- 챈스 퍼도모 - 랜든 역